# Frederick Winslow Taylor
Frederick Winslow Taylor, ameriški inženir in teoretik menedžmenta, * 20. marec 1856, Filadelfija, Pensilvanija, ZDA, † 21. marec 1915, Filadelfija, Pensilvanija, ZDA.
Frederick Winslow Taylor je bil zaposlen v jeklarski družbi, pripadnik klasične organizacijske teorije. Velja za utemeljitelja teorije znanstvenega vodenja. Ukvarjal se je predvsem z organiziranjem delavčevih delovnih nalog v posameznih fazah v proizvodnji in odmerjenju ustrezne mezde kot plačilu motivacijo delavcev. Taylor se ni pretirano posvečal drugim organizacijskim ali menedžerskim temam, usmeril se je predvsem na učinkovitost. Verjel je, da s povečano specializacijo in delitvijo dela lahko povečamo učinkovitost proizvodnih procesov.

## Življenje
Taylor je bil rojen leta 1865 v bogati liberalno usmerjeni filadelfijski družini. Njegov oče, Franklin Taylor, diplomant na Princetonu in odvetnik, je dovolj denarja služil z hipotekarnimi posli, zaradi česar ni potreboval redne službe. Njegova mati, Emily Winslow, je bila pripadnica gibanja za osvoboditev sužnjev ter feministka . Imela naj bi podzemno železnico, s katero so se prevažali pobegli sužnji. Njegova mati je bila tudi zaslužna za Frederickovo zgodnje izobraževanje .
Frederick je mlada leta preživljal v času ameriške državljanske vojne, ki se je končala, ko je imel Taylor devet let . V svojem mladostništvu se je dve leti izobraževal v Franciji in Nemčiji, kasneje pa še 18 mesecev s starši potoval po Evropi. Po potovanju se je vpisal na Exclusive Phillips Exeter Academy z namenom, da bi se pripravil za sprejemne izpite za Harvard . Prvotni cilj mu je bil, da bi postal odvetnik, tako kot njegov oče, vendar zaradi poslabšanja vida študija ni uspel dokončati.  Namesto tega se je po krajšem premoru leta 1874 zaposlil kot vajenec v Enterprise Hydraulic Works v Filadefiji, v podjetju, kjer so proizvajali črpalke in drugo strojno opremo . Za delo v tem podjetju je Frederick dejal: 
"Ko se ozrem nazaj na prvih šest mesecev dela kot vajenec, sem bil deležen najbolj kvalitetnega izobraževanja." 
V podjetju je delal štiri leta, v tem času pa si je pridobil naziv strojnika in modelarja. Po opravljenem vajeništvu se je kot strojni delavec leta 1878 zaposlil v Midvale Steel Company. Tam je hitro napredoval v vodjo skupine (tudi znan kot "gang boss")  Tekom let je napredoval v vodjo vzdrževanja, glavnega mehanika, glavnega pripravljalca, vodjo raziskav in glavnega inženirja. Kot vodja je lahko nadzoroval in imel pregled nad delavci. Skozi opazovanje se je okrepilo njegovo zanimanje za sam proces dela. Opazil je pojav, ki ga je sam poimenoval "soldiering" - namensko izogibanje delu. Čeprav je Taylor delavce silil k maksimalnemu outputu, se niso odzvali s hitrostjo, temveč so delo še počasnejše opravljali. Taylor je tako skušal z mnogimi poskusi in celo grožnjami povečati učinek dela, kar je imelo za posledico zlovoljnost med delavci, medtem ko se je sam učinek le manjšal. Končno se je odločil, da bo temu pristopil na znanstveni način. Začel je s serijo eksperimentov, pri katerih je vsako delo razbil na njegove funkcionalne elemente. Čeprav so bili ti eksperimenti v začetku še neuspešni, so sčasoma spremenili način dela.  
Medtem, ko je Taylor veliko časa posvetil izvajanju ekspermenta v tovarni, je imel bogato zasebno življenje. Leta 1881, je Taylor osvojil prvi teniški turnir v dvojicah na nacionalnem prvenstvu ZDA skupaj s Clarencom Clarkom. Leta 1883 je diplomiral kot strojni inženir na Stevensonovem inštitutu tehnologije. 
Prav tako je bil soavtor knjige o armiranem betonu, kot tudi vrsti člankov z naslovom "The Making of a Putting Green". 
Leta 1890 je Taylor postal generalni direktor v Manufactoring Investment Company v Filadelfiji. Leta 1893 je začel s samostojnim delom, kjer je delal kot inženir svetovalec, pri čimer mu je bil cilj pomagati menedžmentu, da bi z minimalnimi stroški povečali produktivnost v podjetju. Leta 1898 se je zaposlil v Bethlehem Steel Company. Tam sta skupaj z Maunsel White razvila način toplotne obdelave, ki ohrani orodju/napravi za rezanje različnih kovin njegovo trdnost in mu omogoča hitrejšo obdelavo. Za to inovacijo sta Taylor in White dobila zlato medaljo na pariški razstavi leta 1900. Na Bethlehem Steelu je Taylor uvedel sisteme za načrtovanje produktivnosti in uspešno vodenje. Odgovoren je bil za podvojitev rezultatov proizvodnje ter zmanjšanje stroškov. Leta 1901 je bil zaradi konfliktov s sodelavci oz. z menegerji podjetja primoran zapustiti podjetje.
Leta 1911 je Taylor objavil svojo knjigo The Principles of Scientific Management (Principi znanstvenega menedžmenta). Naslednja leta je Taylor potoval, predaval in se z drugimi strokovnjaki posvetoval glede svojih principov znanstvenega managementa. Na turneji je leta 1915 zbolel za pljučnico, umrl je 21. marca 1915.

## Delo

### Razvoj Taylorjeve metode - zgodovinsko ozadje
Taylorjeva metoda se je razvijala v času konca 19. stoletja, torej v času industrijske proizvodnje v ZDA. Za to obdobje je značilno, da so delo v tovarni nadzorovali delavci sami, kar je predstavljalo problem. Taylor je menil, da delavci sami uravnavajo čas, v katerem naj bi bilo neko delo opravljeno, kar se je posledično rezultiralo v manjši količini opravljenega dela (po navadi tretjina kot bi lahko). V tem času je bila tudi organizacija dela drugačna, saj še ni bilo menedžerjev v današnjem pomenu besede, temveč so bili tako imenovani "foremani" in "contractorsi". Naloga foremanov je bila vodenje in organiziranje dela manjših skupin delavcev, medtem ko so bili contractorsi zunanji delovodje po pogodbi, ki so po sklenitvi le-te o času za izvedbo in ceni nekega dela vodil proizvodnjo neodvisno od delodajalca. "Contractorsi" so tako sami najemali delavce in jih plačevali - torej so sami odločal o pomembnih rečeh. Posledično delodajalec ni poznal samih delavcev ter tudi ni vedel, koliko jih ima zaposlenih. Te naloge, ki jih pripisujemo menedžmentu danes, so tako v preteklosti bile naloge delavcev samih. Zato se Taylor zavzema za trditev, da je lahko delo učinkovitejše, produktivnejše le, če vodstvo prevzame oblast ter vednost o delu. 

### Taylorizem - znanstveni menedžment
Glede na to, da je bil Taylor včasih tudi eden izmed delavcev, je poznal pojave, ki so se pojavljali med delavstvom. Sam si je predstavljal povprečnega delavca kot nekoga, ki se izogiba delu tam, kjer je le možno (soldiering), kar je Tayloru predstavljalo glavno oviru na poti k učinkovitosti. V času ko je delal na Midvale Steel Company (in kasneje tudi na Bethlehem Steel Company) je opravil vrsto raziskav, s katerimi je želel ugotoviti, kolikšno je maksimalno dnevno delo, ki ga je zmožen opraviti učinkovit delavec oz. kot je to poimenoval Taylor - "prvovrstni delavec". 
Taylor je vztrajal na specializaciji in odstranjevanju vseh dejavnikov, ki so ovirali osredotočenost na glavne naloge. Delo tipične vodje v tovarni je bilo sestavljeno iz različnih funkcij (npr. določanje cen, časovne norme, inšpekcija, popravljanje...), torej naj bi te naloge opravljali različni specialisti, le-ti naj bi bili tudi odgovorni za različne perspektive dela delavca. To je Taylor poimenoval funkcionalni menedžment, ki je povečal učinkovitost.
Ti strokovnjaki oz. menedžerji morajo pisati poročila o napredku dela, vendar po "principu izjeme", ki je zavezoval menedžerje, so morala biti njihova poročila podrobna samo v primeru odstopanj od standardov. Poročila naj bi bila sicer podana v zgoščeni in primerljivi obliki, kar omogoča neposreden pregled nad samim potekom dela.

### Principi znanstvenega menedžmenta
Z namenom doseči višjo produktivnost ter tudi večjo zadovoljstvo delavca samega, je Taylor osnoval štiri principe:.
1. razvoj znanosti za vsak element dela, kar nadomešča staro metodo približka na oko (rule of thumb)
2. znanstvena selekcija in razvoj delavcev, v nasprotju s preteklostjo, ko je delavec sam izbiral delo in se sam uril po najboljših močeh
3. iskreno sodelovanje med menedžerji in delavci, da bi zagotovili, da se delo lahko opravi na najboljši možni način
4. delo in odgovornost morata biti enako porazdeljena med upravljavce in delavce, torej ima menedžer odgovornost, da odloči, kako naj je kako delo opravljeno, medtem ko ima delavec odgovornost, da to delo opravi. Razdelitev nalog je po Tayloru eden od temeljnih principov znanstvenega menedžmenta. Tukaj je pomembno delo razdeliti na manjše komponente dela tako, da se ugotovi optimalno metodo, s katero bi se delo lahko opravilo na najbolj učinkovit način.

### Znanstveno preučevanje dela z lopato
Taylor je ugotovil, da je študija dejavnikov, ki uspešno vplivajo na učinkovitost dela z lopato, precej zapleteno opravilo, čeprav je samo delo z lopato zelo enostavno delo. Spoznal je, da pomanjkanje analize o delu z lopato predstavlja spuščeno priložnost o maksimiranju produktivnosti. Taylor je s kolegi so skozi leta 1890 - 1910 raziskali idejo o uporabi različnih oblik lopate za različne materiale, glede na njihovo specifično težo. V času znanstvenega menedžmenta, ni več bilo dovoljeno uporabljati isto lopato za zajemanje rjavega premoga ali proda. Torej znanstveno proučevanje dela z lopato vključuje: določitev optimalne količine (teže) materiala, ki ga izkušen delavec učinkovito prelaga s posamezno vrsto in obliko lopate ter določitev pravilne velikosti lopate za različne materiale skupaj z navodili, katere lopate uporabiti za posamezne materiale. V podjetju so morali tudi zagotoviti plačilno shemo, ki dovoljuje večje zaslužke v zameno za visoko učinkovitost (lahko tudi do dvakrat večje plačilo).

### Patenti
Taylor je v svoji karieri naredil 42 patentov. Če le naštejemo nekaj patentov: avtomobilski volan, žerjav, orodje za rezanje kovine, stroj za oblikovanje, pirometer, električno kladivo itd. 

### Kritika
Taylorjeva teorija znanstvenega menedžmenta je kritizirana zaradi naslednjih razlogov 
- izkoriščanje delavcev: delavci so na podlagi te teorije morali opravljati delo hitreje, kar je za njih predstavljalo dodaten pritisk. Poudarek je bil na produktivnosti in donosnosti, kar se je rezultiralo v izkoriščanju delavcev. Zaradi tega so se delavci pridružili delavskim sindikatom. Posledično se je kazalo nezaupanje med managementom in zaposlenimi.
- problem soglasnosti vodstva: Taylorjev management je bil zamišljen kot funkcionalen - zaradi tega so imeli delavci osem šefov namesto enega, kar privede do problema soglasnosti med njimi. Pomanjkanje tega lahko privede do zmede in kaosa v organizaciji.
- mehanični pristop: Taylorjev pristop je bil mehanični zaradi tega, ker je dajal preveč poudarka na učinkovitost. Ni upošteval elementa človeka. Delavce je smatral kot robote, ki se lahko pospešijo na vsak način.
- problem ločevanja dejavnosti načrtovanja in delanja: Taylor pravi, da mora načrtovanje (management) in delanje (delavci) potekati ločeno, kar v resničnosti ni mogoče. Tisti, ki načrtujejo, morajo biti tudi udeleženi v izvedbi, kajti le tedaj lahko pripravljajo realne načrte za organizacijo.
- individualni pristop: Taylorjev znanstveni management daje preveč poudarka izvedbi posameznika in ne skupinskem izvajanju. Kakorkoli, uspeh organizacije ne temelji le na individualni izvedbi delavca, ampak tudi na skupinski izvedbi vseh.
- napačne predpostavke: Taylor predvideva, da so delavci motivirani le zaradi denarja, medtem ko so delavci v realnosti motivirani ne le zaradi denarja, ampak tudi zaradi socialnih in osebnih potreb.
- ozka aplikacija: teorijo se lahko uporabi le, kadar se delo posameznika lahko kvantitativno meri (po navadi v tovarnah). Ne more se pa uporabiti v storitvenih dejavnosti, ker se tega dela ne more meriti kvantitativno.